# Trade Union Congress of Namibia
Der Trade Union Congress of Namibia (TUCNA; deutsch Gewerkschaftskongress von Namibia) ist einer der drei großen Gewerkschaftsbünde in Namibia. Er ging 2002 aus der Namibia Federation of Trade Unions (NAFTU) und dem Namibia People’s Social Movement (NPSM) hervor. TUCNA hat 13 Einzelgewerkschaften mit 62.000 Mitgliedern unter seinem Dach vereinigt.
TUCNA ist Mitglied der International Trade Union Confederation (ITUC).
Anders als die National Union of Namibian Workers (NUNW) distanziert sich TUCNA ausdrücklich von der regierenden SWAPO.

## Mitgliedsgewerkschaften
| Name                                       | Abkürzung     | Zielgruppe             | Mitglieder | Gründung |
| ------------------------------------------ | ------------- | ---------------------- | ---------- | -------- |
| Bank Workers Union of Namibia              | BAWON         | Banken                 | 500        | 1998     |
| Namibia Bank Workers Union                 | NBWU          | Banken                 | 500        |          |
| Namibia Football Players Union             | NFPU          | Fußball                |            |          |
| Namibia Nurses Union                       | NANU          | Krankenpflege          | 3500       |          |
| Namibia Retail and Allied Workers’ Union   | NRAWU         | Einzelhandel           |            |          |
| Namibia Seamen & Allied Workers Union      | NASAWU        | Schifffahrt            | 7500       | 1996     |
| Namibia Wholesale and Retail Workers Union | NWRWU & NABWU | Groß- und Einzelhandel | 15.000     | 1993     |
| Public Service Union of Namibia            | PSUN          | Öffentlicher Dienst    | 23.000     | 1981     |
| Teachers Union of Namibia                  | TUN           | Lehrer                 | 7000       | 1990     |

Die folgenden Gewerkschaften sind seit dem 3. Mai 2024 zwangsmäßig nicht mehr registriert und damit faktisch keine Mitglieder mehr:
| Name                                                   | Abkürzung | Zielgruppe | Mitglieder | Gründung |
| ------------------------------------------------------ | --------- | ---------- | ---------- | -------- |
| Namibia Building Workers Union                         | NABWU     | Baugewerbe | 4000       |          |
| Namibia Fishing Industries and Fishermen Workers Union |           | Fischerei  | 500        |          |
| Namibia Fuel and Allied Workers Union                  | NAFAWU    | Petroleum  |            | 2004     |
| Namibia Security Guard & Watchmen’s Union              | NASGAWU   | Sicherheit | 400        | 1995     |